# アンナ・グウォグフスカ
アンナ・グウォグフスカ（ポーランド語：Anna głogowska, 1250/2年 - 1271年6月25日）は、グウォグフ公コンラト1世とサロメア・オドニツヴナの長子。バイエルン公ルートヴィヒ2世の2番目の妃。ドイツ語名はアンナ・フォン・グロガウ（Anna von Glogau）。

## 家族
アンナの父方の祖父母は、ヘンリク2世敬虔公とその妃アンナ・プシェミシリトカ、母方の祖父はヴィエルコポルスカ公ヴワディスワフ・オドニツである。また、弟妹にシレジア＝グロガウ公ヘンリク3世、ゲルツ伯アルブレヒト1世と結婚したエウフェミア、コンラト2世ガルバティ、および戦死したプシェムコがいる。

## 結婚
1260年、アンナはバイエルン公ルートヴィヒ2世と結婚した。ルートヴィヒ2世にとって、マリー・ド・ブラバンとの最初の結婚に次ぐ2度目の結婚であったが、ルートヴィヒ2世はマリーが不倫をしていると信じてマリーを処刑した。ルートヴィヒ2世と最初の妃マリーとの間には子供がいなかった。
ルートヴィヒ2世とアンナとの間には2子が生まれた。
- マリア（1261年 - ?） - マリエンブルク修道院の修道女
- ルートヴィヒ（1267年9月13日 - 1290年11月23日） - ニュルンベルクの馬上槍試合で亡くなる

アンナの息子ルートヴィヒはバイエルン公になるはずであったが、馬上槍試合において父に先だって亡くなった。アンナ自身も1271年に死去した。夫ルートヴィヒ2世はマティルデ・フォン・ハプスブルクと結婚した。マティルデは2男を産み、次男が神聖ローマ皇帝ルートヴィヒ4世となる。